# Deryneia
Deryneira (Grieks:Δερύνεια; Turks:Derinya) is een plaats in het district Famagusta op Cyprus, Het ligt in de oosten van het eiland, ongeveer 2 km ten zuiden van de stad Famagusta. Sinds de Turkse invasie van Cyprus (1974) ligt zo'n 75% van het tot het dorp horende gebied in Noord-Cyprus.

## Geschiedenis
Volgens diverse bronnen ligt Deryneira al 700 jaar op de huidige locatie. Archeologische opgravingen en monumenten laten echter zien dat de geschiedenis van Deryneira veel verder terug gaat.

## Economie
De economie van Deryneira draait vooral om landbouw en toerisme. De landbouw is met name gericht op de teelt van groente. Maar bovenal staat Deryneira bekend om de aardbeienteelt. Het is verantwoordelijk voor 60% van de totale aardbeienproductie van Cyprus en elke twee jaar wordt het Pancypriotisch Aardbei Festival georganiseerd. 

## Sport
Deryneira is de thuisbasis van omnisportvereniging Anagennisi Dherynia, met een voetbal- en volleybaltak.

## Afbeeldingen

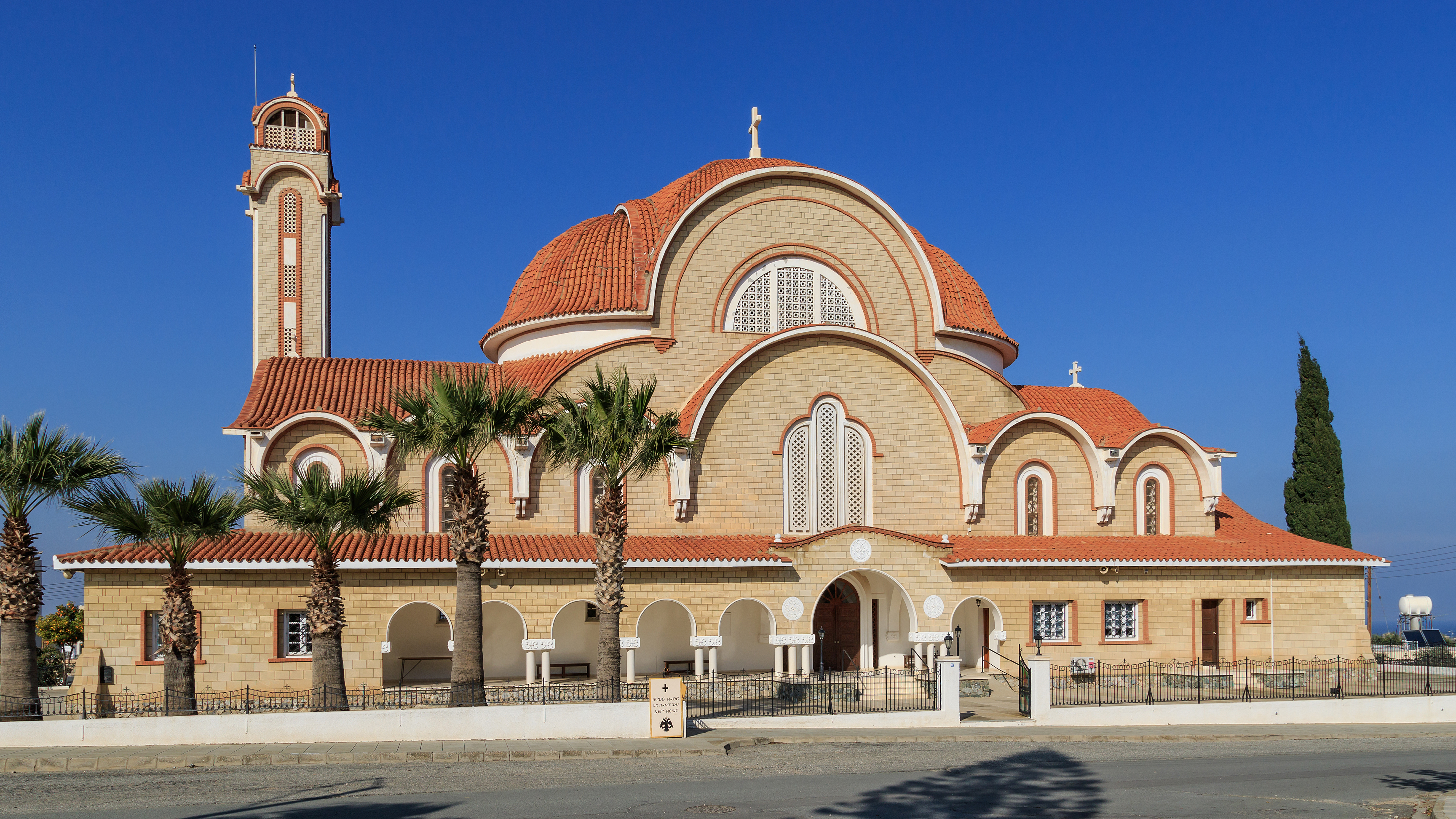
Allerheiligenkerk
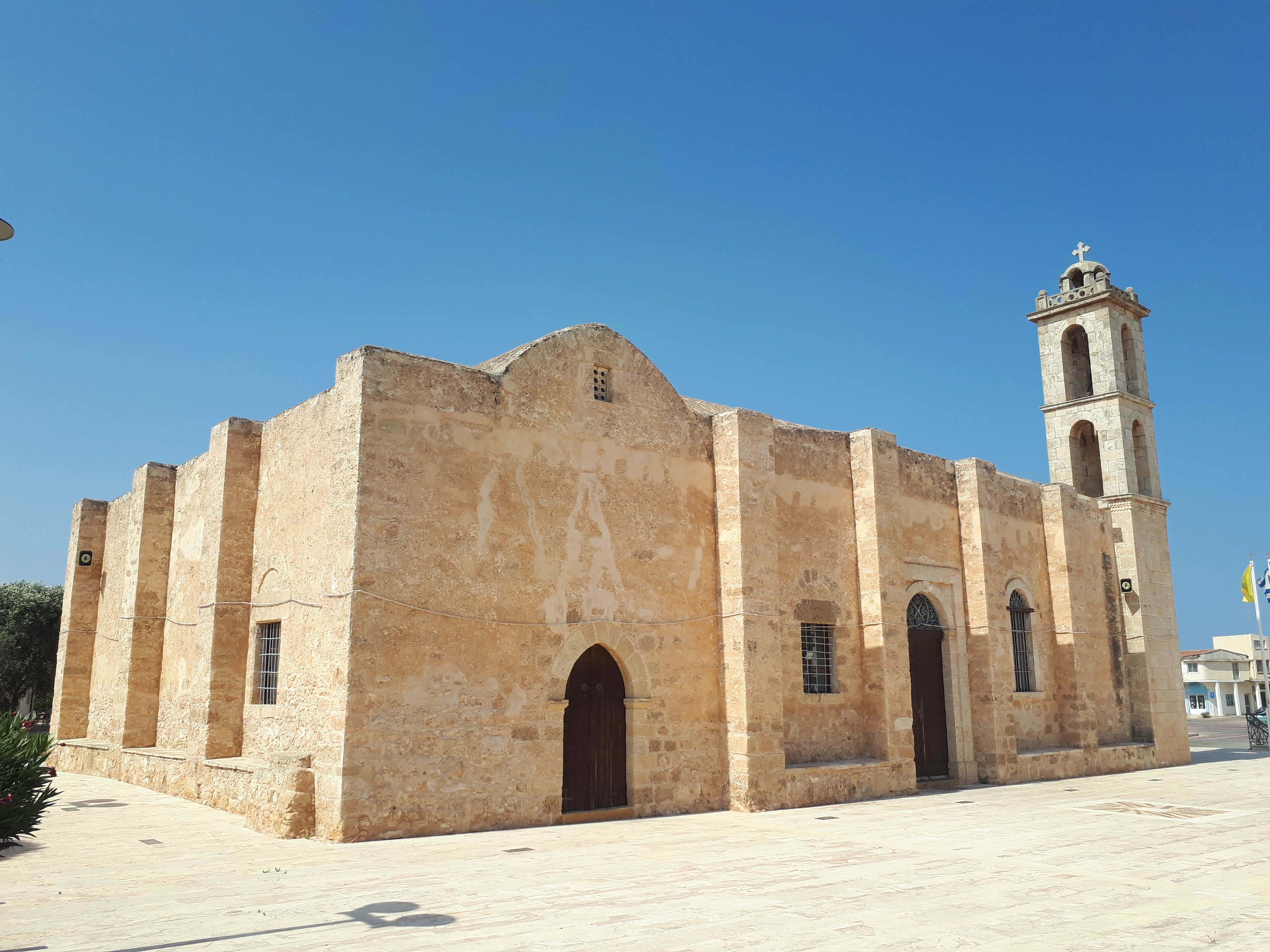
Onze-Lieve-Vrouw-Geboortekerk uit de 15e of 16e eeuw